# 拉普科納 (印第安納州)
拉普科納（英語：Lap Corner）是位於美國印第安納州克萊縣的一個非建制地區。該地的面積和人口皆未知。

## 地理
拉普科納的座標為39°25′51″N 87°04′18″W / 39.43083°N 87.07167°W，而該地的平均海拔高度為205米（即673英尺）。